# Ignacio María de Ferrán
Ignacio María de Ferrán y de Ribas (Barcelona, 1839-Barcelona, 1880) fue un jurista y profesor español, presidente del Ateneo Barcelonés.

## Biografía
Nacido el 24 de enero de 1839 en Barcelona, hijo de D. Andrés de Ferrán y de Dumont y de Da Francisca de Ribas y Delcros, estudió la carrera de abogado hasta el doctorado. Por oposición obtuvo la cátedra de derecho político de la Universidad de Oviedo, la cual desempeñó corto tiempo por haber sido trasladado a la de Derecho político y administrativo de la Universidad de Barcelona. Fue presidente del Ateneo Barcelonés y desempeñó las secretarías primero del Fomento de la Producción Nacional y después del Instituto del Fomento. Profesaba ideas proteccionistas, y en las citadas sociedades, en el Instituto Agrícola de San Isidro, y en la información oral sobre la industria naviera verificada en Madrid, tomó parte activa en defender aquellas. Colaboró en publicaciones periódicas como La Defensa de la Sociedad, Eco de la Producción y Revista Agrícola. En el Ateneo Barcelonés leyó en 1877 el discurso reglamentario como presidente, participó en las discusiones sobre el tema «La educación de la mujer» y redactó dos dictámenes que se imprimieron; leyó un discurso sobre «los medios morales, económicos y políticos más eficaces para acudir á la urgente necesidad de fomentar el trabajo y la producción nacional».
Siendo presidente del Ateneo inauguró la galería de retratos de socios ilustres de dicha sociedad. Escribió y publicó unos apuntes de derecho político y administrativo, y en el concurso celebrado en 1875 Academia de ciencias morales y políticas de Madrid, le fue premiado con accésit un trabajo titulado Cartas á un arrepentido de la internacional. El comunismo. El derecho al trabajo (1882). Comendador del Orden de Carlos III (1876). Falleció el 4 de diciembre de 1880 en Barcelona.